# Sanremo 2007 (Warner)
Sanremo 2007 è un album compilation pubblicato il 2 marzo 2007 dalla casa discografica Warner Music.
Non sono presenti gli artisti Paolo Rossi e Antonella Ruggiero.
Il CD1 contiene 9 brani degli artisti "Campioni" in gara con l'aggiunta di una "bonus track".
Il CD2 contiene 2 brani degli artisti "Campioni" in gara più 9 brani dei "Giovani".

## Tracce

### CD1
1. Zero Assoluto - Appena prima di partire
2. Francesco e Roby Facchinetti - Vivere normale
3. Paolo Meneguzzi - Musica
4. Simone Cristicchi - Ti regalerò una rosa
5. Daniele Silvestri - La paranza
6. Leda Battisti - Senza me ti pentirai
7. Mango - Chissà se nevica
8. Fabio Concato - Oltre il giardino
9. Tosca - Il terzo fuochista
10. Miguel Ángel Muñoz - Dirás que estoy loco

### CD2
1. Johnny Dorelli - Meglio così
2. Piero Mazzocchetti - Schiavo d'amore
3. Grandi Animali Marini - Napoleone azzurro
4. Elsa Lila - Il senso della vita
5. Fabrizio Moro - Pensa
6. Mariangela - Ninna nanna
7. Jasmine - La vita subito
8. FSC - Non piangere
9. Sara Galimberti - Amore ritrovato
10. Pquadro - Malinconiche sere
11. Patrizio Baù - Peccati di gola